# レバノンの政党
レバノンの政党（レバノンのせいとう）の影響力は必ずしも強いとはいえない。レバノンの国会において、議席配分の根拠となるものは宗派であり、政党はこうした宗派内における影響力しかもたない事が多いからである。むしろ、伝統的な支配者層（名望家）が個人議員となることが多く、マロン派のフランジェ（フランジーヤ）家、ジュマイエル家、スンナ派のスルフ家、カラーミー家、ドゥルーズ派のアルスラーン家、ジュンブラート家などはこの典型的なケースであった。
独立後、議会を中心に活動する政党と民兵組織を保有して宗派社会において影響力をもつ政党、レバノン内戦において民兵組織として誕生し、後に合法政党化した政党などに分けられる。ここには議席を持たないが、レバノン社会に影響力を持つ政治団体（民兵組織）も含める。

## キリスト教マロン派
- 国民ブロック　レバノンのマロン派独立運動を基盤とする古参の保守政党。しかし、内戦中は民兵組織を保有しない事から大幅に影響力を失った。
- ファランヘ党（カターイブ党）
- レバノン軍団（LF）　現在は非合法化されている。ただし、支持者はレバノン国内に多く存在するといわれ、国外においてはホームページが開設されていたり、移住者による集会が盛んに開かれている。2005年には逮捕されて終身刑を言い渡されたジャアジャア代表が恩赦で釈放されている。
- 国民自由党　元大統領のカミール・シャムウーンを中心とする右派政党。ファランヘと共に反シリアの先鋒であったが、内戦中に民兵組織「タイガース」が麻薬利権などを巡ってファランヘやLFと衝突して衰微。さらに1990年に後継者のダーニー・シャムウーンが何者かに暗殺された。
- ズガルタ自由軍（ズガルタ自由党、マラダ軍団とも）　レバノン北部のマロン派の都市ズガルタを中心に、元大統領を生み出したフランジェ家が率いる民兵組織。当初は親欧米派であったが、1978年にマロン派の内紛によって代表のトニー・フランジェが暗殺された。その後は親シリア派に転向。レバノン軍団やファランヘと衝突した。
- LFホベイカ派　LFの情報責任者であり、後に親シリアに転向したエリー・ホベイカを中心とするグループ。LFとは対立的関係にある。2002年に何者かによってホベイカが暗殺された。

## ギリシャ正教
- シリア社会民族主義者党（SSNP）　大シリア主義を掲げ、シリア及びレバノンで活動する。1932年にアントン・サアーデによってレバノンで結成された。ドイツのナチズムに強い影響を受けた国家社会主義政党であった。しかし、レバノンで活動禁止となり、さらにシリアにおいてはバアス党との闘争に敗れ、1950年代以降、シリア当局によって活動が禁じられた。レバノン政府の実効力が減退した内戦においては、ギリシャ正教系の民兵組織として、ドルーズ派・PLO等と共に親アラブ勢力として活動した。SSNPは、2005年にシリア政府により合法化されてバアス党が指導する国民進歩戦線(en:National Progressive Front)に加入したが2012年に離脱した。現在、SSNPはシリア政府との関係を巡っていくつかの派閥に分かれている。

## アルメニア使徒教会
- アルメニア革命連盟 亡命アルメニア人のレバノン組織

## イスラム教スンナ派
- ナセリスト運動（ムラビトーン）　世俗主義であり、汎アラブ主義国家樹立を主張する。レバノン内戦前はドルーズ派の進歩社会党と共に代表的左派政党として知られ、内戦中はドゥルーズ派やPLOと連帯していた。内戦中は西ベイルートとサイーダを拠点としていたが、レバノン戦争によってPLOが西ベイルートから追放されると、前者はヒズボラやアマルといったシーア派の進出によって失われた。90年代以降の汎アラブ主義の影響力後退と、内戦終結後のレバノン国軍によるPLOの武装解除によって衰退した。
- 未来運動（世俗主義）

## イスラム教シーア派
- アマル（世俗主義）
- ヒズボラ（原理主義）

## イスラム教ドゥルーズ派
- 進歩社会党　党首はタイムール・ジュンブラート（英語版、アラビア語版）。「進歩社会主義党」「進歩的社会主義党」と表記されることもある。

## 無宗派政党
- レバノン共産党（左派と右派に分裂。実際にはアルメニア人が主体）

## その他
- レバノン・バアス党 - 親シリアグループと親イラクグループに分裂した後、親イラクグループは湾岸戦争とイラク戦争にともない壊滅したとみられる。

これらの政党・政治団体のうち、ファランヘ党や進歩社会党などの古参政党は指導者（伝統的な名家出身者が多い）のカリスマ性に基づく土俗的な権威を背景にする事が多い。一方、ヒズボラ、アマル、レバノン軍団などの新興政党は指導者が中流階級出身の若手であり、若者を中心に支持を集めている。ただし、宗派を超えた党員の確保には成功していない。
これら政党・政治団体は、イデオロギー的にはキリスト教徒の国民主義からイスラム教徒中心の汎アラブ主義まで幅広いが、現実的な利権や権威主義によって錯綜しており、確固たるイデオロギーは存在しない事が多い。